# Calamagrostis llanganatensis
Calamagrostis llanganatensis är en gräsart som beskrevs av Simon Laegaard. Calamagrostis llanganatensis ingår i släktet rör, och familjen gräs. IUCN kategoriserar arten globalt som sårbar.
Artens utbredningsområde är Ecuador. Inga underarter finns listade i Catalogue of Life.